# 성림문화재연구원
성림문화재연구원은 신라문화권 지역을 중심으로 문화유적을 조사 연구하여 문화재 보호와 그 활용을 통한 민족문화유산에 대한 새로운 가치 창조하기 위하여 2006년 7월 24일 설립된 문화체육관광부 소관의 재단법인이다. 사무실은 경상북도 경주시 알천남로 298 (구황동 833-18)번지에 있다.

## 주요 사업
- 유적 및 문화재에 대한 지표조사와 발굴조사의 학술사업
- 학술조사보고서 발간
- 폐사지의 학술 발굴 조사 등
- 학술연구 및 자료 발간, 학술행사 개최